# Malleastrum ramiflorum
Malleastrum ramiflorum là một loài thực vật có hoa trong họ Meliaceae. Loài này được (C. DC.) J.-F. Leroy mô tả khoa học đầu tiên năm 1964.